# Mörsils skans
Mörsils skans är en skans i Mörsils socken vid Indalsälven, nära Undersåkers kyrka.
Mörsils skans byggdes 1611. Den spelade en viktig roll under 1600-talets gränsstrider med Norge, då den flera gånger blev inståndsatt och åter förstörd. Lämningar syns fortfarande på platsen.
Mörsils hembygdsgård Römmen ligger i det område Mörsils skans låg på.